# Hugo Sancho
Pour les articles homonymes, voir Sancho.
Hugo Manuel de Matos Sancho, né le 4 février 1982 à Mortágua, est un coureur cycliste portugais. Son petit frère Bruno est également coureur cycliste.

## Biographie
Il arrête sa carrière à l'issue de la saison 2020.

## Palmarès
- 2006
  - Troféu E. Leclerc
- 2009
  - Tour des Terres de Santa Maria da Feira
  - Grand Prix de Mortágua
- 2010
  - 3e du Tour des Terres de Santa Maria da Feira
  - 3e du Tour de Madère
- 2012
  - Circuit de Moita
- 2015
  - 2e du Grand Prix de Mortágua
- 2016
  - Grand Prix de Mortágua
- 2017
  - 3e du Circuit de Nafarros
- 2019
  - 3e du Grand Prix de Mortágua

## Classements mondiaux
| Année           | 2014 | 2015 | 2016   | 2017   |
| --------------- | ---- | ---- | ------ | ------ |
| UCI Europe Tour | 882e |      | 1 499e | 1 188e |